# Chiến dịch bình định Đài Loan của Hà Lan
Chiến dịch bình định Đài Loan của Hà Lan là một chuỗi các hành động quân sự và ngoại giao do chính quyền thuộc địa Hà Lan tiến hành vào các năm 1635 và 1636 tại Formosa (Đài Loan ngày nay), nhằm mục đích chinh phục các ngôi làng thổ dân thù địch ở khu vực tây nam của hòn đảo. Trước chiến dịch, người Hà Lan đã có mặt tại Formosa được 11 năm, song không kiểm soát được nhiều lãnh thổ trên đảo bên ngoài pháo đài chính của họ tại Tayouan, và một liên minh với làng Sinkan. Các ngôi làng thổ dân khác trong khu vực tiến hành nhiều cuộc tiến công nhằm vào người Hà Lan và đồng minh của họ, lực lượng tham chiến chính là làng Mattau, vào năm 1629, họ đã phục kích và sát hại một nhóm gồm 60 lính Hà Lan.
Sau khi nhận được tiếp viện từ đại bản doanh thuộc địa ở Batavia, người Hà Lan phát động một cuộc tiến công vào năm 1635 với kết quả là đè bẹp thế lực đối địch, đưa khu vực quanh Đài Nam hiện này nằm hoàn toàn dưới quyền cai quản của họ. Sau khi thấy cảnh những ngôi làng mạnh nhất trong vùng là Mattau và Soulang thất bại hoàn toàn, nhiều làng khác ở xung quanh cầu hòa với người Hà Lan và từ bỏ chủ quyền cho thực dân châu Âu. Do đó, trong một thời gian ngắn, người Hà Lan có thể mở rộng phạm vi lãnh thổ kiểm soát, và tránh việc phải tiếp tục giao tranh. Chiến dịch kết thúc vào tháng 2 năm 1636, khi các đại diện từ 28 làng tham dự một buổi lễ tại Tayouan để củng cố chủ quyền của Hà Lan.
Với việc củng cố vững chắc sự cai trị ở tây nam, người Hà Lan sau đó có thể mở rộng các hoạt động của họ thay vì chỉ giới hạn trong việc trung chuyển. Việc mở rộng lãnh thổ cho phép họ tiếp cận việc buôn bán hươu, lĩnh vực mà sau này rất sinh lời, và đảm bảo an ninh đối với cung cấp lương thực. Người Hà Lan có được những vùng đất đai phì nhiêu, họ nhập khẩu lao động người Hán đến canh tác. Các ngôi làng bản địa cũng cung cấp các chiến binh cho người Hà Lan trong những thời điểm khó khăn, đặc biệt là trong vụ thảm sát đảo Lạp Mỹ vào năm 1636, đánh bại người Tây Ban Nha vào năm 1642 và sự kiện Quách Hoài Nhất vào năm 1652. Có được các ngôi làng liên minh, các nhà truyền giáo người Hà Lan có cơ hội để truyền bá đức tin của họ. Chiến dịch bình định được xem là hòn đá nền tảng cho việc gây dựng nên các thành công sau này của thuộc địa.

## Bối cảnh
Công ty Đông Ấn Hà Lan (VOC) đến nam bộ Formosa vào năm 1624, và sau khi xây dựng nên pháo đài Zeelandia trên bán đảo Tayouan, họ bắt đầu tiếm kiếm cơ hội hình thành các liên minh với các làng bản địa. Mặc dù mục đích ban đầu của thuộc địa này chỉ là để duy trì một cảng trung chuyển, song người Hà Lan sau đó quyết định rằng họ cần kiểm soát vùng nội địa để đảm bảo được một phần an ninh. Ngoài ra, một tỷ lệ lớn nguồn tiếp tế cho những thực dân Hà Lan được chở đến từ Batavia với chi phí rất cao và thời gian không ổn định, chính quyền thuộc địa non trẻ trở nên quan tâm đến nguồn thực phẩm và các nguồn cung cấp khác tại địa phương. Công ty quyết định liên minh với làng gần nhất, song tương đối nhỏ là Sinkan, làng này có thể cung cấp cho họ củi, thịt hươu và cá. Tuy nhiên, quan hệ với các làng khác thì không quá hữu nghị. Các khu dân cư của người bản địa trong vùng ít nhiều đều tham gia vào các cuộc chiến tranh quy mô nhỏ liên tục với nhau (tiến công săn đầu người và cướp bóc tài sản), và một liên minh với Sinkan khiến người Hà Lan ở vào thế đối địch với các kẻ thù của làng này. Năm 1625, người Hà Lan mua một mảnh đất của người Sinkan với giá mười lăm cangans (một loại vải), tại đó họ xây dựng nên đô thị Sakam cho các thương nhân người Hà Lan và người Hán.

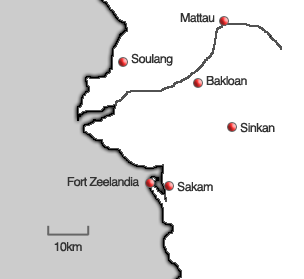
Các làng quanh pháo đài Zeelandia

Ban đầu, các làng khác trong khu vực, chủ yếu là Mattau, Soulang và Bakloan, cũng bày tỏ mong muốn chung sống hòa bình với người Hà Lan. Các làng nhận thấy rằng họ có lợi ích khi duy trì quan hệ hữu hảo với những người mới đến, song lòng tin này suy giảm sau một loạt sự kiện từ năm 1625 đến năm 1629. Sự kiện sớm nhất là một vụ tiến công của người Hà Lan vào năm 1625 nhằm vào hải tặc người Hán ở vịnh Wancan, không xa Mattau. Hải tặc có thể đẩy lui được lính Hà Lan, khiến người Hà Lan bị mất thể diện đối với các làng Formosa. Được khuyến khích từ thất bại này của người Hà Lan, các chiến binh từ Mattau tập kích Sinkan, với niềm tin rằng người Hà Lan quá yếu để có thể bảo vệ bằng hữu. Thời điểm này, người Hà Lan trở về Wancan và đã có thể đánh tan hải tặc, phục hồi lại danh tiếng. Mattau sau đó bị những thực dân buộc phải trao trả các tài sản cướp được từ Sinkan và bồi thường hai con lợn. Tuy nhiên, hòa bình ngắn ngủi, do đến tháng 11 năm 1626 thì dân làng Sinkan tiến đánh Mattau và Bakloan, sau đó họ đến chỗ người Hà Lan yêu cầu được bảo vệ trước việc sẽ bị báo thù. Mặc dù người Hà Lan có thể buộc các đối thủ của Sinkan thoái lui trong trường hợp này, song vào các sự cố sau đó, họ lại tỏ ra bất lực trong việc bảo vệ đầy đủ đồng minh Formosa của mình.
Thất vọng trước sự bất lực của người Hà Lan trong việc bảo vệ mình, dân làng Sinkan quay sang các thương nhân người Nhật, những người không có quan hệ hữu nghị với Công ty Đông Ấn Hà Lan. Năm 1627, một phái đoàn từ làng đến thăm Nhật Bản để yêu cầu sự bảo hộ của Nhật Bản và dâng chủ quyền cho Tướng Quân Tokugawa Iemitsu của Nhật Bản. Tướng Quân từ chối hội kiến, song khi những người này trở về Formosa, dân làng Sinkan cùng với các cựu thù từ Mattau, Bakloan và Soulang, đến gặp Trưởng quan Nuyts để yêu cầu Công ty trả một khoản cống nạp hàng năm cho những hoạt động diễn ra trên lãnh địa của họ. Trưởng quan từ chối. Không lâu sau, chính sách biệt lập "tỏa quốc" loại bỏ sự ủng hộ của người Nhật đối với người Formosa, khiến Sinkan một lần nữa lại liên minh với Hà Lan, khiến nhà truyền giáo George Candidius viết rằng "làng Sinkan này cho đến nay nằm dưới sự bảo hộ của người Hà Lan, không có nó thì làng này sẽ không chống cự được đến một tháng." Tuy nhiên, vào năm 1629 người Hà Lan không thể bảo vệ được cả bản thân và các đồng minh của họ. Trưởng quan Nuyts đến Mattau trong một chuyến thăm chính thức (hữu nghị) cùng với một đội bảo vệ gồm 60 lính ngự lâm, họ được tiếp đón khi đến. Sau khi dời khỏi làng này vào sáng hôm sau, các lính ngự lâm bị các chiến binh Mattau-Soulang tập kích trong khi băng qua một dòng suối và bị đồ sát không trừ một ai. Trưởng Quan may mắn thoát nạn do ông trở về pháo đài Zeelandia vào tối hôm trước.
Không lâu sau vụ đồ sát, Trưởng quan Nuyts bị Toàn quyền của Công ty Đông Ấn Hà Lan triệu hồi vì phạm nhiều tội lỗi khác nhau, bao gồm cả trách nhiệm trong quan hệ yếu kém với người Nhật. Hans Putmans thay thế Nuyts làm trưởng quan, và ngay lập tức muốn tiến công những đầu sỏ tại Mattau, song làng này quá mạnh để có thể tiến công trực tiếp. Do đó, người Hà Lan chuyển sang chống làng Bakloan yếu hơn, người Hà Lan tin rằng làng này hỗ trợ cho vụ đồ sát. Người Hà Lan bắt đầu tiến công vào ngày 23 tháng 11 năm 1629 và trở về trong cùng ngày sau khi "sát hại nhiều người và phóng hỏa đốt hầu hết làng." Dân làng Bakloan thỉnh cầu hòa bình, và Mattau cũng ký một hòa ước chín tháng với Công ty. Tuy nhiên, trong những năm sau đó, dân làng Mattau, Bakloan và Soulang tiếp tục tiến hành một chiến dịch phối hợp để quấy nhiễu các nhân viên của Công ty, đặc biệt là những người trùng tu các cấu trúc bị Mattau phá hủy ở Sakam. Tình hình không có dấu hiệu cải thiện đối với người Hà Lan cho đến khi mối quan hệ giữa Mattau và Soulang trở nên căng thẳng vào cuối năm 1633 và đầu năm 1634. Hai làng giao chiến vào tháng 5 năm 1634, và mặc dù Mattau chiến thắng, Công ty vẫn vui mừng khi thấy cảnh các làng bị chia rẽ, họ cảm thấy có thể khai thác được điều này.

## Người Hà Lan trả đũa

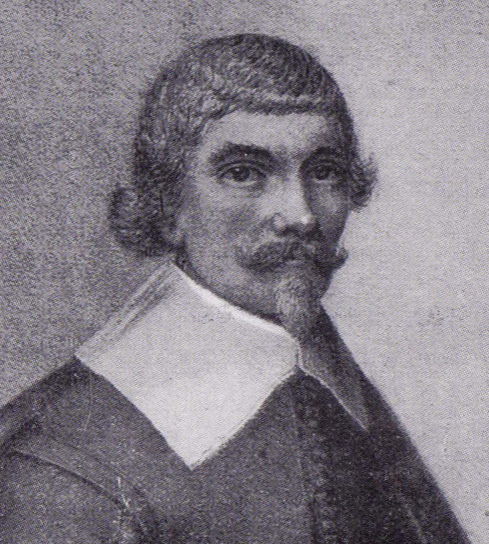
Robert Junius, một trong các lãnh đạo của cuộc viễn chinh Mattau

Mặc dù cả Trưởng quan Nuyts và sau đó là Trưởng quan Putmans đều muốn chống Mattau, song đồn trú tại pháo đài Zeelandia chỉ có 400 người, trong đó 210 là binh lính – không đủ để tiến hành một chiến dịch lớn mà không ảnh hưởng đến việc phòng thủ pháo đài. Sau một thời gian không nghe theo thỉnh cầu từ hai Trưởng quan, vào năm 1635, Batavia cuối cùng đã quyết định phái một đội quân gồm 475 binh lính đến Formosa, để "báo thù cho vụ tàn sát vào năm 1629, để tăng cường thanh thế của Công ty, để giành được sự tôn trọng và quyền uy, bảo hộ người Hán đến từ Trung Quốc, để canh tác đất đai."
Vào giai đoạn này, quan hệ giữa người Hà Lan với các làng xấu đến nỗi mà ngay cả Sinkan cũng âm mưu nổi dậy dù trước đây luôn rằng buộc chặt chẽ với người Hà Lan. Nhà truyền giáo Robert Junius sống ở chỗ dân bản địa, ông viết rằng "phiến quân tại Sinkan âm mưu chống lại nhà nước của chúng ta... và [lên kế hoạch] tàn sát và đánh đến chết các nhà truyền giáo và binh sĩ tại Sinkan." Trưởng quan tại Tayouan nhanh chóng dập tắt cuộc nổi dậy, phái 80 binh sĩ đến làng và bắt giữ một số nhân vật chủ chốt trong âm mưu. Với tai họa tiềm tàng ở Sinkan nay bị đẩy lui, người Hà Lan lại nhận được tin tức rằng các đối thủ chính Mattau và Soulang đang bị bệnh đậu mùa tàn phá, trong khi Sinkan lại không bị dịch - điều này được họ nhìn nhận là một dấu hiệu thiêng liêng thể hiện rằng người Hà Lan là chính nghĩa.
Ngày 22 tháng 11 năm 1635, các lực lượng mới đến bắt đầu lên đường hướng đến Bakloan, đứng đầu là Trưởng quan Putmans. Nhà truyền giáo Junius tham gia cùng với một nhóm các chiến binh bản địa từ Sinkan, họ bị giáo sĩ thuyết phục tham gia để tạo mối quan hệ tốt hơn giữa họ với Công ty Đông Ấn Hà Lan. Kế hoạch ban đầu là nghỉ tại Bakloan vào ban đêm, trước khi tiến công Mattau vào sáng hôm sau, song quân Hà Lan nhận được tin rằng dân làng Mattau biết được rằng kẻ địch đang tiến đến gần và lên kế hoạch chạy trốn. Do đó, người Hà Lan quyết định tiến công trong đêm đó, khiến các chiến binh Mattau ngạc nhiên, kết quả là chinh phục được làng mà không cần chiến đấu. Người Hà Lan hành quyết 26 người trong làng, trước khi phóng hỏa đốt các căn nhà và trở về Bakloan.
Trên đường về pháo đài Zeelandia, đội quân dừng lại tại Bakloan, Sinkan và Sakam, ở mỗi nơi họ đưa ra lời cảnh báo các tù trưởng của làng về cái giá phải trả cho việc chọc giận Công ty Đông Ấn Hà Lan, và thu được lời cam đoan về hành vi hữu nghị trong tương lai. Làng Soulang cử hai đại diện đến chỗ người Hà Lan khi họ đang nghỉ ngơi ở Sinkan, dâng một cái giáo và một cái rìu như một biểu tượng chứng tỏ rằng họ sẽ liên minh với người Hà Lan. Cũng dâng đồ thể hiện sự hữu nghị là những người đến từ Tevorang, một tập hợp gồm ba làng ở vùng núi trước đó nằm ngoài tầm ảnh hưởng của người Hà Lan. Cuối cùng, hai tù trưởng từ Mattau đến nơi, khấu đầu trước các quan chức người Hà Lan và thỉnh cầu vì hòa bình.
Người bản địa thể hiện sự đầu hàng của họ bằng cách gửi đến chỗ người Hà Lan một vài trong số các vũ khí tốt nhất của họ, và sau đó đem một cây nhỏ (thường là cau) được trồng trên đất từ làng họ, một dấu hiệu của việc giao chủ quyền cho Công ty Đông Ấn Hà Lan. Trong vài tháng sau đó, khi tin tức về chiến thắng của người Hà Lan lan rộng, có thêm nhiều làng cử người đến để thể hiện sự kính trọng của họ tại pháo đài Zeelandia và cam đoan ý định hữu nghị của họ với Công ty Đông Ấn Hà Lan. Tuy nhiên, các chủ nhân mới của Mattau cũng kế thừa các địch thủ của làng này, khi cả Favorlang và Tirosen thể hiện sự thù địch với Công ty Đông Ấn Hà Lan.
Sau chiến thắng trước Mattau, Trưởng quan quyết định sử dụng các binh sĩ để thị uy với các làng ngoan cố khác, bắt đầu từ Taccariang, dân làng này trước đây từng sát hại cả nhân viên của Công ty và dân làng Sinkan. Các dân làng Taccariang chiến đấu với quân tiên phong người Sinkan, song đến khi nhận một loạt phát súng từ các lĩnh ngự lâm người Hà Lan thì các chiến binh Taccariang quay lại và chạy trốn. Quân Công ty Đông Ấn Hà Lan tiến vào làng mà không gặp phải kháng cự, phóng hỏa đốt thành bình địa. Từ Taccariang, họ tiến đến Soulang, tại đây họ bắt giữ các chiến binh từng tham gia vào vụ đồ sát năm 1629 và đốt nhà của họ. Điểm dừng chân cuối cùng của chiến dịch là Tevorang, làng này trước đó che chở cho những người bị người Hà Lan lùng bắt từ những làng khác. Đến lúc này, Trưởng quan quyết định sử dụng củ cà rốt thay vì cây gậy, trao quà tặng và đảm bảo hữu nghị. Người Tevorang nắm bắt gợi ý, bày tỏ không phản đối sự cai trị của người Hà Lan.

## Hòa bình kiểu Hà Lan

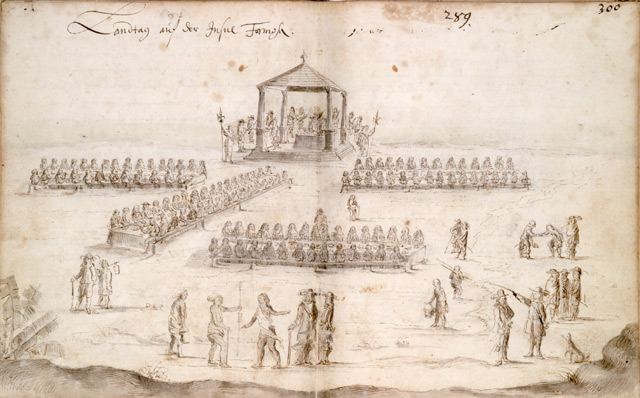
Một cuộc hội họp Landdag giữa người Hà Lan và người Formosa

Biết về việc người Hà Lan biểu dương lực lượng, các bộ lạc bản địa từ những nơi xa hơn cũng quyết định quy phục dưới quyền cai trị của người Hà Lan, họ lo sợ những gì mà quân Hà Lan có thể tiến hành hoặc hy vọng rằng một liên minh như vậy sẽ có ích cho bộ lạc. Các đại diện đến từ Pangsoia, cách đó 100 km về phía nam, cũng liên minh với Công ty Đông Ấn Hà Lan. Người Hà Lan quyết định tổ chức một Landdag (một đại hội) để nghênh đón các làng đi vào tầm kiểm soát và gây ấn tượng với họ bằng sự hào phóng và sức mạnh của người Hà Lan. Sự kiện diễn ra vào ngày 22 tháng 2 năm 1636, với 28 làng đại diện cho nam bộ và trung bộ Formosa. Trưởng quản xuất hiện trước những người với áo choàng và các cán bộ nhà nước để tượng trưng cho địa vị của họ, và Robert Junius viết rằng "thật thú vị khi trông thấy sự thân mật của mọi người khi họ gặp mặt lần đầu, để thấy cách họ hôn người khác và nhìn chằm chằm vào người khác. Một điều tương tự như vậy chưa từng xuất hiện trước đó tại quốc gia này, khi các bộ lạc gần như luôn giao chiến kình chống nhau."
Kết quả của chiến dịch là hòa bình kiểu Hà Lan, đảm bảo quyền kiểm soát của Hà Lan ở tây nam hòn đảo. Người Hà Lan gọi khu vực họ mới kiểm soát là Verenigde Dorpen (các làng liên hiệp), ám chỉ có chủ ý đến Các tỉnh liên hiệp của quê hương họ. Chiến dịch có vai trò quan trọng đối với sự thành công và phát triển của thuộc địa, vốn khi đó đang hoạt động như một trạm giao thương thay vì một thuộc địa thực sự.